# Okres Levoča
Okres Levoča je jedním z okresů Slovenska. Leží v Prešovském kraji, v jeho jihozápadní části. Na severu hraničí s okresem Kežmarok a Sabinov, na jihu s okresem Spišská Nová Ves, na západě s okresem Poprad a na východě s okresem Prešov.

## Statistické údaje
Národnostní složení:
- Slováci 91,2 %
- Romové 7,1 %

Vyznání:
- Římští katolíci 85,4 %
- Řečtí katolíci 5,0 %
- Evangelíci 0.9 %
- Pravoslavní 0,3 %
- bez vyznání 4.9 %

## Silniční síť
- Silnice I. třídy 38,924 km
- Silnice II. třídy 12,959 km
- Silnice III. třídy 118,072 km